# Elga Koch
Elga Koch (* 1928 in Hamburg; † 1. April 2014 auf La Palma, Kanarische Inseln) war eine deutsche Weltumseglerin und Buchautorin.
Zusammen mit ihrem Ehemann Ernst-Jürgen Koch (1923–2003) gehörte sie zu den Pionieren der Weltumseglung. Sie war die erste Frau, die 1964 bis 1967 die Passatroute mit einem Segelboot befuhr. Die Berichte über die heute häufig besegelte Passatroute waren damals neu. 1971 veröffentlichte sie in Coautorschaft mit ihrem Ehemann Das Logbuch der Kairos: Weltumsegelung 1964–1967 und erarbeitete mit ihm weitere Bücher ihrer gemeinsamen Segelreisen. Elga Koch gilt als die Grande Dame der Fahrtensegler.
Nach einem Brand in ihrem Haus, in dem sie seit dem Tode ihres Mannes 2003 auf der kanarischen Insel La Palma lebte, erlag sie am 1. April 2014 im Krankenhaus ihren schweren Verbrennungen.

## Veröffentlichungen
- Mit Ernst-Jürgen Koch: Das Logbuch der Kairos : Weltumsegelung 1964–1967 (Zeichnungen: Ernst-Jürgen Koch). Delius, Klasing u. Co., Bielefeld, Berlin 1971, ISBN 3-7688-0109-8.
- Ernst-Jürgen Koch: Hundeleben in Herrlichkeit: unsere Weltumseglung mit der Kairos (Fotos: Elga Koch, Zeichnungen vom Verfasser). Christian Wegner Verlag, Hamburg 1968 (Band 1 der Kairos-Trilogie).
- Ernst-Jürgen Koch: Verdammt, glücklich zu sein: mit der Kairos unterwegs (Zeichnungen vom Verfasser, Fotos: Elga Koch). Delius, Klasing, Bielefeld 1984, ISBN 3-7688-0481-X (Band 2 der Kairos-Trilogie).
- Ernst-Jürgen Koch: Paradies im Stundenglas: unsere letzte Reise mit der Kairos (Zeichnungen und Fotos: Elga Koch). Delius Klasing, Bielefeld 1987, ISBN 3-7688-0578-6 (Band 3 der Kairos-Trilogie).